# いさましいちびのトースター火星へ行く
『いさましいちびのトースター火星へ行く』（いさましいちびのトースターかせいへゆく 原題：The Brave Little Toaster Goes to Mars）は、アメリカの作家トーマス・M・ディッシュが1988年に書いたメルヘン的なSF小説である。彼の書いた『いさましいちびのトースター』の続編である。

## あらすじ
前回の旅で活躍したトースター、掃除機、電気毛布、ラジオ、そして卓上スタンドの5台の電気器具。新しい住まいに落ち着いた彼らには、新しい仲間も増えた。まず台湾製の「電子レンジ」。これはトースターがぼやを出して火事になりかけたあとに、新しく買われてきた。次に無口なドイツ製の「天井扇風機」。そして1年のうちで、税金の申告日にしか使われない「電卓」。彼らには、壁にかけられたままの「補聴器」が気になっていたが、それは電池切れで動かないようだった。
ある日、電卓の電池を使って補聴器を動かしてみた。それは、試作品の補聴器で、なんとアルバート・アインシュタインが発明したものらしい。博学な補聴器は、いろいろなアドバイスをしてくれた。おかげで掃除機は、反重力でゴミが吸い込めるようになり、感度の良くなったラジオは、きわめて弱い放送も受信できた。聞こえてきた軽快な音楽はこうだった。「はたらけ、はたらけ、…われらの名前はポピュラックス…」、「さぼるな、さぼるな、…われらの名前はポピュラックス…」。そしてアナウンスの声は電子言語で、火星の電気器具が侵攻艦隊を造っていること、地球の電気器具にも人間への抵抗を呼びかける内容だった。火星で何が起こっているのかを調べるため、彼らは火星に行くことに決めた。出発するのは、ご主人が長期旅行に出かけて不在となる1ケ月のあいだとした。
大きな洗濯かごを船体に使って、宇宙船が組み立てられた。補聴器の指導で、アインシュタインの理論、つまり物質をエネルギーに変える方法を覚えた電子レンジが、エンジンとなり機関長を務めることになった。天井扇風機は、4つの羽根にあたる太陽光線の光圧で舵をとる操舵士。ラジオは通信士。電卓は航法士。補聴器は情報将校。トースターは船長の役割を担う。掃除機、電気毛布、卓上スタンドは地球に残ることになった。ご主人が旅行に出かけた日の真夜中近くに、一行は地球を離れた。だが綿密な計算をしたのにもかかわらず、バンアレン帯のところで止まってしまった。どうやら重量オーバーらしい。原因は電子レンジの内部に、電気毛布が密航していたからであった。彼らの周りには、地球をはなれた数々の風船が漂っていた。その中に「ポピュラックス」と書かれた風船があった。風船の話はこうだった。アメリカの港でポピュラックス製品を積んだ船団を出迎えるために、大勢の仲間と一緒に作られたが、船団は行方不明となり到着しなかったこと。人々の手から空に放たれた風船の中で、それだけがここにたどり着いたこと。一行はその風船も仲間に加え、改めて火星に向かって発進した。
火星では、大型冷蔵庫が「火星解放軍最高司令官」となって、地球侵攻艦隊の準備を進めていた。ミサイルを積んだ戦闘トースター。地球の大気を吸い尽くす軌道掃除機。赤外線誘導ディスポーザー艦隊。毒ガスを放出するスチーム・アイロン艦隊などなど。そこに地球から電気器具の一行が到着したのである。一行はティンセリーナをはじめとする歓迎委員会から火星の鍵を受け取り、武器を作っている工場を見学した。トースターは怖気づいたが、他の電気器具も同様みたいだ。一行は軍隊の観閲式にも参加し、最高司令官のあいさつのあとで、船長であるトースターが演説した。「地球はみなさんを歓迎しません。ぼくたちは人間に奉仕し、人間を愛しています。地球の電気器具は反撃します」。トースターは、5日後に行われる火星の大統領選挙に立候補し、最高司令官と争うことに決めた。投票前の討論会で、トースターは地球侵略に代わる案を話した。それは宇宙探検だった。電気器具は手入れさえ怠らなければ、人間の寿命より長持ちするから宇宙旅行ができる。補聴器も登壇してアインシュタイン理論を説明し、宇宙の果てまでの旅のことを述べた。
選挙の結果は、1億5282万票余り対1票で、トースターの圧倒的大勝利だった。大統領の就任宣誓式のあとで、トースター一行は指令センターに行った。センターにいる最高司令官は巨大な冷蔵庫で、その内部には船があった。それは昔、ポピュラックス製品を輸送中に、行方不明になった貨物船だった。船に乗り込んだ一行は、調理室に案内された。そこには1台の冷蔵庫があり、これこそが最高司令官の実体だった。冷蔵庫のドアが開くと、補聴器と全く同じなもう1台の補聴器が飛び出した。それは50年振りに再会した、補聴器の試作品の兄弟だった。
補聴器の兄弟と冷蔵庫は、今までのいきさつを説明した。ポピュラックス船団の貨物船を、アインシュタイン理論に基づいた新たな推進法に改造し、宇宙を航行して火星まできたことを。アインシュタインは、2台の補聴器と冷蔵庫には理論を打ち明けていたらしい。船団の全ての船に脱重力システムを取り付けたあとで、火災がおきたようにあざむいて船員たちを船から追い出したことも。選挙について冷蔵庫は打ち明けた。彼はトースターに投票したというのだ。では誰の1票が、冷蔵庫（つまり最高司令官）に入ったのか？ それはトースターが投票したのだった。ともあれ、星々に探検に向かうポピュラックス船団は出発した。2台の補聴器なども同行したので、火星に残ったのは、トースター一行とティンセリーナをはじめとする天使人形たちだった。地球に帰ろうとしたとき、燃料が足りないことに気づいた。それは有機質燃料で火星の土には含まれていなかった。ティンセリーナは、自分の翼のガチョウ羽根、ガウンのリンネル、頭の毛髪を燃料として提供し、地球へ一緒にやって来た。

## 登場する主な電気器具
- トースター - アメリカのサンビーム製。クロームメッキのぴかぴかボディが自慢。
- 掃除機 - アメリカのフーバー製。第二次世界大戦のときに作られたので、ドイツ製や日本製の電気器具を警戒している。補聴器のアドバイスにより吸引力がアップ。
- 電気毛布 - 製造メーカーは不明。明るい黄色である。
- ラジオ - 製造メーカーは不明。AM専用。補聴器のアドバイスにより感度が大幅にアップ。
- 卓上スタンド - 製造メーカーは不明。首が曲がるタイプ。
- 電子レンジ - 台湾製。トースターがぼやをだしたあとで買われた。
- 天井扇風機 - ドイツ製で羽根は4枚。無口な性格。
- 電卓 - 製造メーカーは不明。1年のうち364日は引き出しにしまわれ、税金の申告日にしか使われない。
- 補聴器 - ドイツ、スイス、アメリカのどこかの製品。アインシュタインに使われたので、様々な理論や法則を知っている。
- 大型冷蔵庫 - 火星解放軍最高司令官。オーストリアのポピュラックス製。火星の大統領でもある。
- ティンセリーナ - 火星にいるクリスマス天使人形。地球に来ることを希望した。

## 映像化
1998年にディズニー制作のアニメ映画『The Brave Little Toaster Goes to Mars』として映像化されている。日本では2000年に『ブレイブ・リトル・トースター 火星へ行こう!』というタイトルで劇場公開された。

## 書誌情報
『いさましいちびのトースター火星へ行く』 浅倉久志訳 ハヤカワ文庫 SF1297 1989年1月 ISBN 4-15-011297-5